# Cryptothelea tjipannensis
Cryptothelea tjipannensis är en fjärilsart som beskrevs av Franciscus J.M. Heylaerts 1886. Cryptothelea tjipannensis ingår i släktet Cryptothelea och familjen säckspinnare. Inga underarter finns listade i Catalogue of Life.